# Wiktor Chabel
Wiktor Chabel, né le 23 novembre 1985 à Sandomierz, est un rameur polonais.

## Biographie
Il est marié à la rameuse Monika Ciaciuch.

## Palmarès

### Championnats du monde
- médaille d'argent en quatre de couple en 2019 à Ottensheim, (Autriche)

### Championnats d'Europe d'aviron
- médaille de bronze en quatre de couple en 2009 à Brest, (Biélorussie)
- médaille de bronze en quatre de couple en 2011 à Plovdiv, (Bulgarie)
- médaille d'argent en quatre de couple en 2017 à Račice, (République tchèque)
- médaille de bronze en quatre de couple en 2018 à Glasgow, (Royaume-Uni)